# Лосево (Краснознаменский район)
Лосево (до 1930 — Гросс Аугштутшен (нем. Groß Augstutschen), до 1946 — Ревальде (нем. Rehwalde)) — посёлок в Краснознаменском городском округе Калининградской области. Входил в состав Добровольского сельского поселения.

## География
Расположен в северо-восточной части Калининградской области, в 9,5 км по прямой к юго-востоку от районного центра, города Краснознаменска.

## История
Нынешнее поселение образовано из двух населённых пунктов, постепенно менявших названия (в сторону большей их германизации) в течение орденско-прусско-германского этапов своей истории:
1. Основанная не позднее 1874 года деревня Гросс Аугштучен, официально переименованная в 1930 году в Ревальде;
2. Основанная не позднее 1580 года деревня Киаушен, переименованная в 1938 году в Веттерау  в рамках кампании по упразднению в Восточной Пруссии топонимики литовского происхождения.

В 1946 году населённые пункты Ревальде, Веттерау (Киаушен) объединены с присвоением названия Лосево.

## Население
| 1867 | 1885 | 1905 | 1910 | 1933 | 1939 | 2002 |
| ---- | ---- | ---- | ---- | ---- | ---- | ---- |
| 161  | ↘147 | ↗211 | ↘188 | ↘179 | ↘161 | ↘37  |
| 2010 |      |      |      |      |      |      |
| ↘29  |      |      |      |      |      |      |